# Prijon

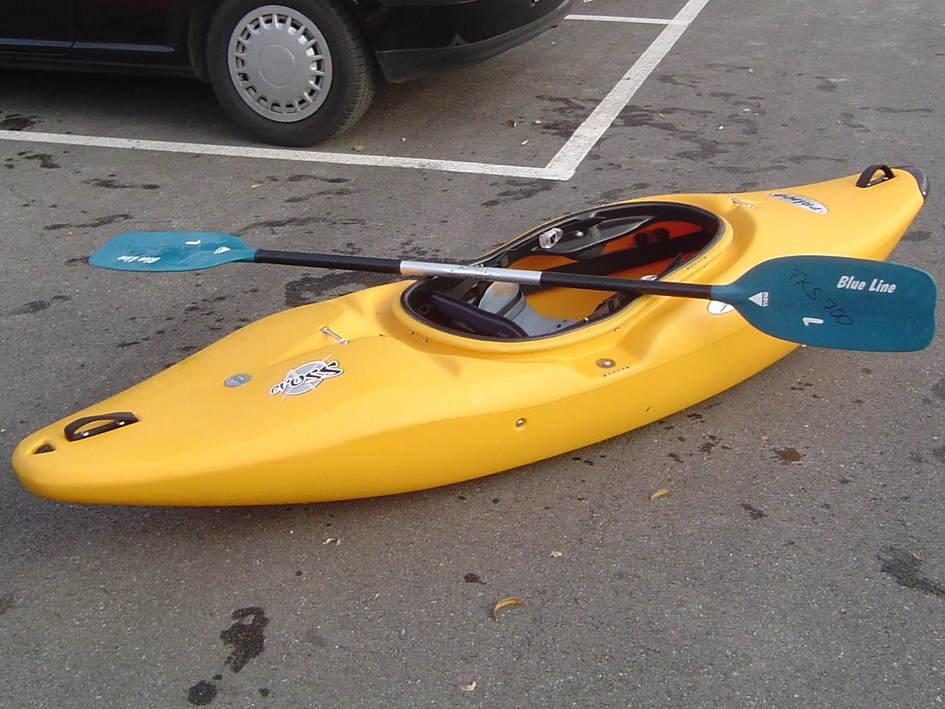
Wildwasserkajak „Cross“

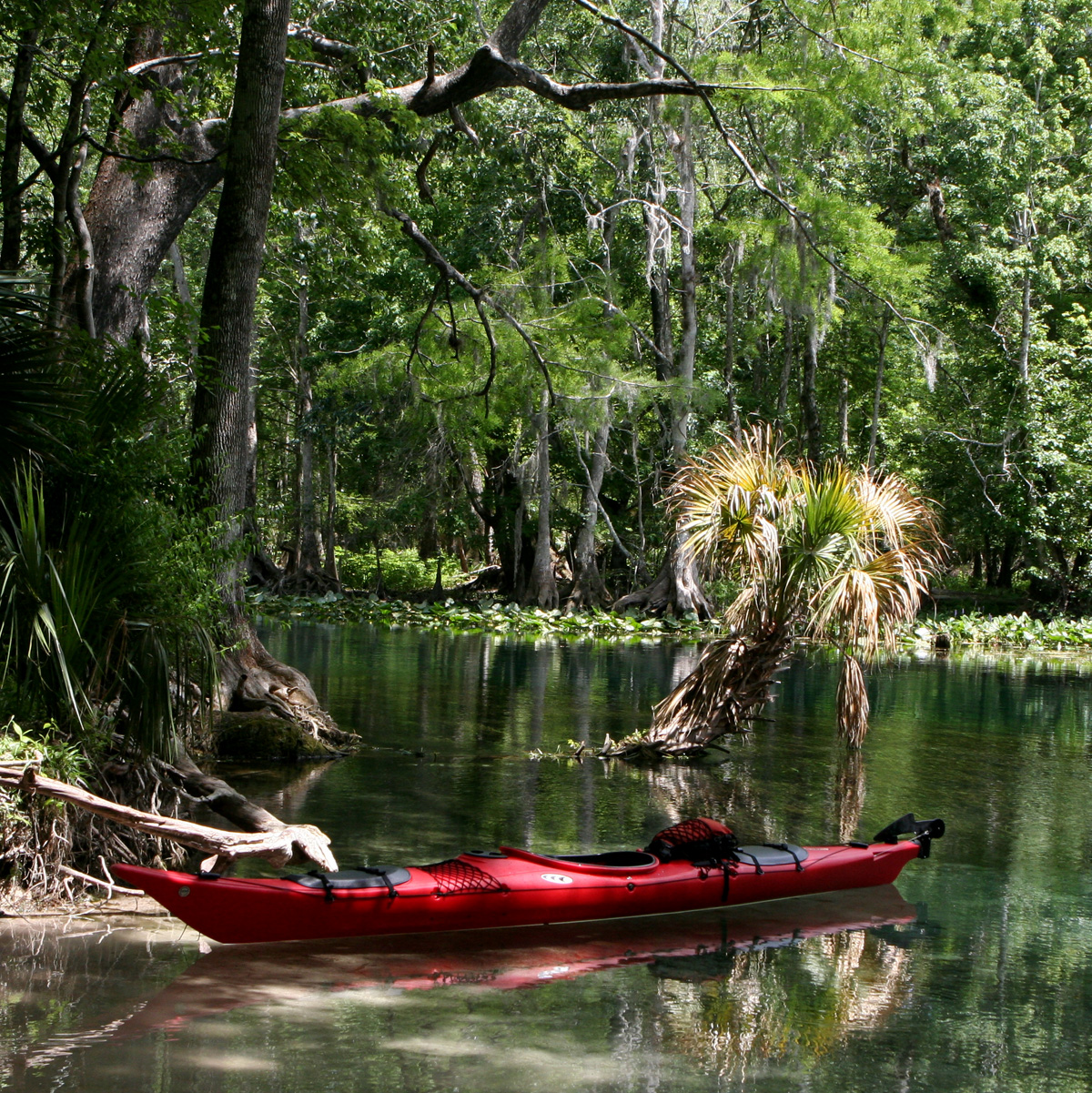
Tourenkajak „Prijon Seayak“ auf dem Silver River in Florida

Die Prijon GmbH ist ein deutscher Kanu-Hersteller.

## Produkte
Das Unternehmen mit Sitz in Rosenheim stellt Wildwasser- und Tourenkajaks sowie Wettkampfboote, Paddel und Zubehör her.
Die Firma Prijon ist weltweit der einzige Hersteller, der auch Tourenkajaks in HTP-PE baut. Da die Molekülketten ca. 10 Mal länger als bei rotiertem PE sind, sind sie steifer und leichter.
Die Boote werden überwiegend aus hochmolekularem Polyethylen hergestellt, das unter der Verkaufsbezeichnung HTP (Hochleistungsthermoplast) vertrieben wird. Prijon war über viele Jahre der weltweit einzige Hersteller, der Boote im Blasverfahren hergestellt hat, bei dem geschmolzenes PE-Granulat mit hohem Druck in eine Aluminium-Form geblasen wird. Prijon produziert aber auch Boote aus glas-, kohlenstoff- bzw. aramidfaserverstärktem Kunststoff sowie ABS. Darüber hinaus stellt Prijon auch Paddel her und produziert bzw. vertreibt Bekleidung und weiteres Zubehör für den Bootssport.
Das Unternehmen nimmt ihre Bootshüllen zum recyclen lebenslang zurück.
2013 beschäftigte das Unternehmen 35 Mitarbeiter, baute 5.000 Boote, bei einem Umsatz von fünf Millionen Euro.

## Geschichte
- 1957 zog Anton Prijon (* 23. Juni 1929 in Slowenien) nach Rosenheim und arbeitete bei der Klepper Faltbootwerft, die damals den Kanumarkt (mit Faltbooten) dominierte.[2]
- 1959 wurde Anton Prijon auf der Vézère in Frankreich Weltmeister im Wildwasserrennsport. Kajak und Paddel sind von ihm selbst entwickelt und gefertigt. Er entwickelte den Knickspant und das Abrißheck, ließ sich die Führungsrillen des Paddels patentieren, erfand den ovalen Paddelschaft, die Neoprenmanschette der Paddeljacke, die Lenzschraube und weitere Dinge.
- 1962 gründete Anton Prijon zusammen mit seiner Frau Lotte in Rosenheim das Unternehmen Prijon.
- 1977 wird ihre gemeinsame Tochter Renate Mannschafts-Weltmeisterin, 1979 Vize-Weltmeisterin im Wildwasser, 1980 stirbt sie mit 20 Jahren an einer Blutkrankheit.[3]
- 1982 wurde als erstes HTP-Kajak in Rosenheim hergestellt, der Taifun.
- 1987 gewann Toni Prijon jun. die Weltmeisterschaft im Kanuslalom auf der Isère (Frankreich).[4]
- 1996 wurde die Firma Prijon zwischen den Söhnen Toni und Jürgen Prijon aufgeteilt. Toni Prijon jun. übernahm die Leitung der Produktion und den Vertrieb in Rosenheim. Sein Bruder Jürgen Prijon gründete die Prijon Sportshop GmbH und leitet einen Einzelhandel mit Onlineshop und die Produktion der Paddel in Slowenien. Die Firma Prijon ist ein reines Familienunternehmen.
- 2016 verstarb Anton Prijon.

## Wettkampfboote
Zwischen 1991 und 2000 wurden im Wildwasserrennsport alle Weltmeistertitel im Einer-Kajak der Männer mit einem Prijon-Boot gewonnen. Bei den Damen siegte von 1993 bis 1998 stets ein Prijon-Kajak. Hinzu kommen die ersten beiden Einzeltitel bei den Europameisterschaften der Herren.
Daneben produzierte Prijon auch Wettkampfboote für Kanuslalom, so auch das Boot des Olympiasiegers von 2000 im Einer-Kajak, Thomas Schmidt.
Die Produktion der Wettkampfkajaks wurde 1994 von Rosenheim nach Italien verlegt. Heute werden die Paddel in Slowenien und die Wettkampfboote in Tschechien produziert.